# 四方田景綱
四方田 景綱（しほうでん かげつな）は、鎌倉時代の武士。執権北条政村に被官として仕えた。
暦仁元年（1238年）、将軍九条頼経の上洛に供奉、先陣を務める。正嘉元年（1257年）、勝長寿院造営の際、雑掌を担当した。
平泉寺内毛越円隆寺六口供僧の地頭に任じられていたが、横領を行うことが多く、供僧から控訴されたことがあった。